# Ralf Norrman
Ralf Georg Norrman, född 17 maj 1946 i Malax, död där 21 mars 2000, var en finlandssvensk filolog. 
Norrman studerade vid ansedda brittiska och amerikanska universitet, disputerade för doktorsgraden 1976 och blev biträdande professor i engelsk filologi vid Tammerfors universitet 1980 samt professor i ämnet 1984. Han var en internationellt ansedd anglist, bland annat som semiotiker med den engelska litteraturen som specialitet; bland arbeten märks Techniques of Ambiguity in the Fiction of Henry James (1977), The Insecure World of Henry James's Fiction (1982) och Samuel Butler and the Meaning of Chiasmus (1982). 
Norrman engagerade sig starkt i den österbottniska hurrar-rörelsen på 1970-talet (han kommenterade finlandssvenskhetens tillbakagång med frasen: "Personligen har jag inte minskat") och var en stridbar förkämpe för Svenska Österbottens intressen, bland annat rörande frågor om landskapets forntid. Han polemiserade energiskt mot den akademiska expertisen i Helsingfors när det gällde de så kallade Vörårunorna, det österbottniska vikingatida tomrummet och ortnamnens ursprung; på sistnämnda område publicerade han det digra verket Några österbottniska vattennamn (1988), vars rön tillbakavisades av expertisen.
Han tilldelades Choraeuspriset av Olof och Siri Granholms stiftelse år 1999.